# Caroline Bosbach

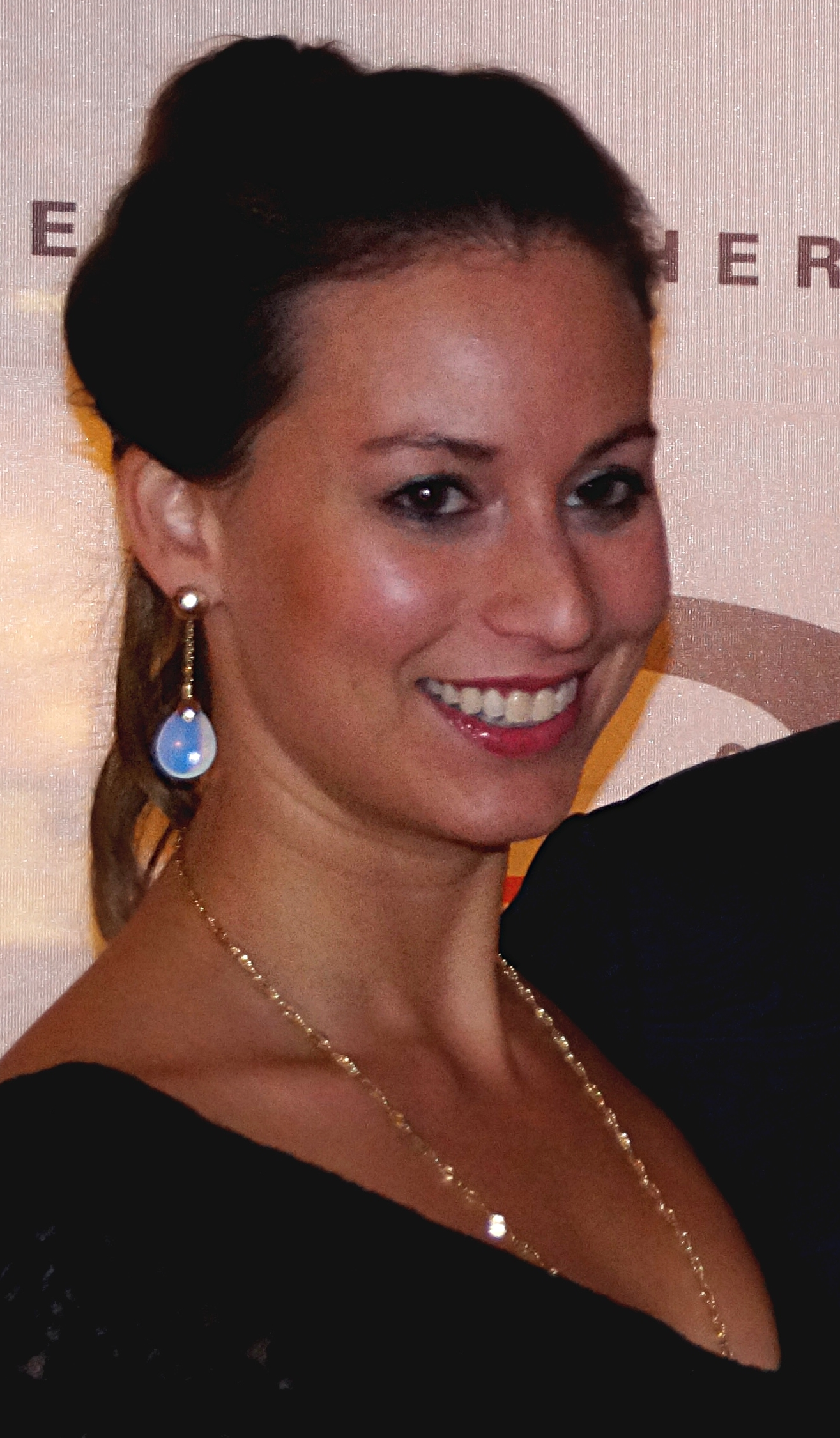
Caroline Bosbach (2016)

Caroline Bosbach (* 27. November 1989 in Bergisch Gladbach) ist eine deutsche Politikerin (CDU). Sie gehört seit 2025 dem 21. Deutschen Bundestag an. Sie ist die Tochter des langjährigen CDU-Bundestagsabgeordneten Wolfgang Bosbach.

## Leben
Caroline Bosbach wurde als älteste von drei Töchtern des Politikers Wolfgang Bosbach und dessen Frau Sabine Bosbach in Bergisch Gladbach geboren. Sie ist in den Bergisch Gladbacher Stadtteilen Sand und Herkenrath zur Schule gegangen. Danach studierte sie Wirtschaftskommunikation B.A. und M.A. an der Hochschule für Technik und Wirtschaft Berlin sowie an der Hogeschool Inholland in Amsterdam Management.
Nach Abschluss ihres Studiums arbeitete sie zunächst in der freien Wirtschaft und Lehre und später in Frankfurt am Main als Marketing- und Strategieberaterin einer PR-Agentur. Gleichzeitig übte sie eine Dozententätigkeit an der Cologne Business School aus. Außerdem engagierte sie sich zunehmend in der Politik und trat als Moderatorin für Politik und Wirtschaft auf. Zuletzt war sie in der Energiewirtschaft tätig.
Bosbach lebt im Bergisch Gladbacher Stadtteil Asselborn.

## Politik

### Politischer Werdegang
2010 zog sie nach eigenen Angaben nach Berlin, um von ihrem Vater über dessen Tätigkeit zu lernen.
Nach eigenen Aussagen war sie „relativ unpolitisch“, bevor sie 2015 in einer Flüchtlingsaufnahmestelle am ehemaligen Flughafen Berlin-Tempelhof arbeitete und dort „5000 junge, bindungslose, teils auch gewaltbereite Männer“ erlebte. Nach eigenen Angaben ist sie seit 2018 politisch aktiv und hat auf Kommunal- und Bundesebene als politische Referentin gearbeitet, unter anderem fünf Jahre für die CDU-Ratsfraktion in Wiesbaden und später für den Parlamentskreis Mittelstand der CDU/CSU-Bundestagsfraktion. Danach arbeitete sie als wissenschaftliche Mitarbeiterin der Bundestagsabgeordneten Bettina Wiesmann (CDU) in Frankfurt am Main. Bei den Kommunalwahlen in Hessen 2021 kandidierte sie für die CDU für den Ortsbeirat Erbach und die Stadtverordnetenversammlung Eltville am Rhein. Seit 2021 ist sie im Lobbyverband Wirtschaftsrat der CDU Bundesvorsitzende des Jungen Wirtschaftsrates. Im Rheinisch-Bergischen Kreis engagiert sie sich im Vorstand der Mittelstands- und Wirtschaftsunion Rhein-Berg sowie der Jungen Union und zu Hause im Ortsverein Herkenrath. Sie engagierte sich für die Kampagnenplattform The Republic, das gegen eine „politische Linksdrift“ in Deutschland arbeitet. Die Plattform verursachte auch innerhalb der Union Proteste. Der Politikwissenschaftler Peter R. Neumann bezeichnete die beginnenden Kampagnen der Plattform, die sich gegen „Gender-Ideologie“ und den öffentlich-rechtlichen Rundfunk richteten, als „AfD-affine[n] Ramsch“.
Sie wurde am 22. November 2024 von den CDU-Mitgliedern zur Direktkandidatin für den Bundestagswahlkreis Rheinisch-Bergischer Kreis, in dem schon ihr Vater jeweils kandidierte, für die vorgezogene Bundestagswahl am 23. Februar 2025 nominiert. Die CDU stellt seit 1976 durchgehend den Bundestagsabgeordneten in diesem Wahlkreis. Am 23. Februar 2025 gewann sie das Direktmandat mit 42,2 Prozent der Erststimmen.
Nachdem zuletzt vier Bundestagsabgeordnete den Rheinisch-Bergischen Kreis vertreten hatten, ist seit 2025 Caroline Bosbach dessen einzige Delegierte in Berlin. Sie ist ordentliches Mitglied im Ausschuss für Landwirtschaft, Ernährung und Heimat und jeweils stellvertretendes Mitglied im Ausschuss für Arbeit und Soziales und im Innenausschuss.

### Politische Positionen
Caroline Bosbach spricht sich für eine gesteuerte und konsequente Einwanderungspolitik und lageabhängige Grenzkontrollen aus. Sie hält es für notwendig, illegale Migration zu stoppen und legale Einwanderung von Fachkräften zu fördern.
Weitere thematische Schwerpunkte sind die Forderungen nach einer „Technologieoffenheit“ im Sinne einer positiven Bewertung von Kernenergie und Fracking. Sie behauptete 2021, die grüne Politik, so wie sie bisher praktiziert wurde, sei Staatsdirigismus, und forderte mehr Entscheidungsfreiheit für die Bürgerinnen und Bürger.

## Kontroversen
Im Januar 2025 soll Bosbach laut Vorwürfen Parteigeld veruntreut haben. Sie habe Scheinrechnungen für Wahlkampfleistungen über 2.500 Euro erstellt. Diese seien bei einem heimlichen Treffen in ihrer Wohnung in Bergisch Gladbach von einem CDU-Auszubildenden in bar übergeben worden. Sie wies die Schuld von sich, zahlte allerdings das Geld zurück. Dies stieß parteiinterne Ermittlungen an, außerdem wurde die Staatsanwaltschaft Köln informiert. Zwei Menschen sollen eidesstattlich die Übergabe bestätigt haben. Bosbach bestreitet die Vorwürfe. Ihr Anwalt räumte aber mittlerweile ein, dass Bosbach das Geld in bar erhalten habe, wobei es sich aber nach eigener Aussage um „private Geldmittel“ gehandelt haben solle.
Seit Ende Juli 2025 steht laut dem Fernsehmagazin Kontraste der Verdacht im Raum, Bosbach solle versucht haben, mittels Bargeld neue Mitglieder bei der Mittelstands- und Wirtschaftsunion (MIT) der CDU im Rheinisch-Bergischen Kreis anzuwerben, welche daraufhin ihre Bundestagskandidatur im Wahlkreis unterstützten. Neumitglieder bestätigten, „100 Euro und ein Abendessen mit Getränken“ erhalten zu haben. Kurz darauf sei Bosbach – bei knappen Mehrheitsverhältnissen in der Versammlung – zur Vize-Kreischefin gewählt worden.
Wie auf einem Krisengipfel unter anderem vereinbart, will der CDU-Kreisverband zeitnah in Zusammenarbeit mit einem unabhängigen Prüfer weitere Beweise sichten, die nach eigenen Angaben „den Vorwurf einer Scheinrechnung und den des Stimmenkaufs widerlegen“.

## Auftritte im Fernsehen

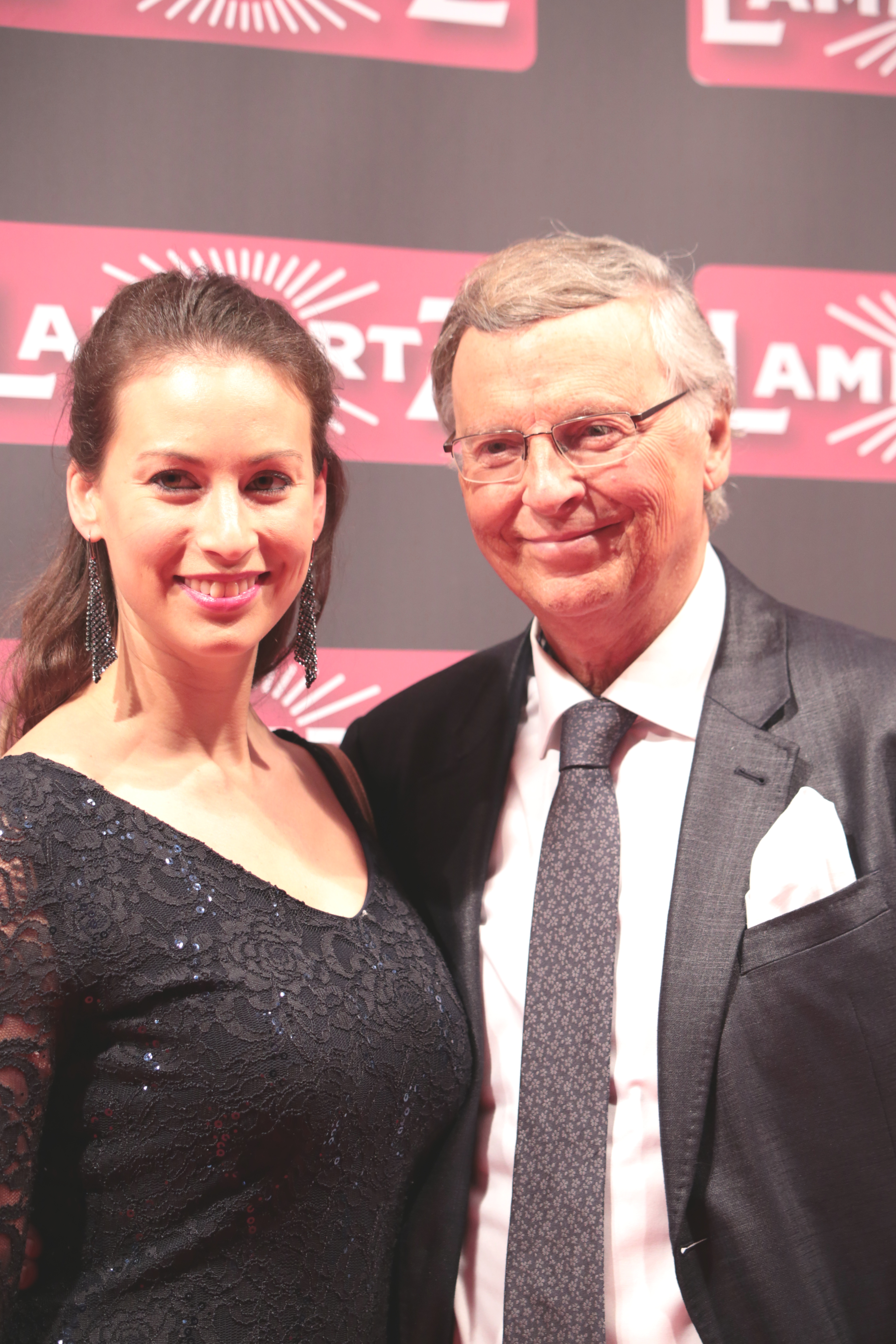
Caroline Bosbach (links) mit ihrem Vater Wolfgang (2018)

Im Juli 2019 war Bosbach in der VOX-Fernsehsendung 7 Töchter zu sehen. Gemeinsam mit ihrem Vater war sie 2019 Teilnehmerin in der Fernsehsendung Grill den Henssler sowie Kandidatin bei den ARD-Ratespielen Wer weiß denn sowas? (2020), Quizduell Olymp (2021) und Das große Deutschland-Quiz (2022). 2022 nahm sie mit dem Tänzer Valentin Lusin an der 15. Staffel der Live-Tanzshow Let’s Dance teil.
Bereits vor ihrer Wahl in den Bundestag trat sie bei Stern TV, Welt TV, Bild TV und im ZDFdokukanal auf und vertrat ihre Positionen in Tageszeitungen wie FAZ oder Die Welt.

## Trivia
2009 war Bosbach als Model gemeinsam mit dem Partyschlagersänger Michael Wendler auf dem Cover der Single Nina abgebildet.
Am 19. Oktober 2023 wurde an Caroline Bosbach im Rahmen des Kölsch-Konvents der Ehrentitel „Kölsch-Botschafterin“ verliehen.
Am 4. Juni 2025 zeichnete das Magazin Politik & Kommunikation Caroline Bosbach als „politisches Nachwuchstalent“ aus.

## Veröffentlichungen
- Schwarz auf Grün. Was die schweigende Mehrheit umtreibt. Für eine neue Politik der Mitte. Murmann Verlag, Hamburg 2021, ISBN 978-3-86774-682-3
- Zeit für Mut. Warum wir Deutschland nicht links liegen lassen dürfen. Langen Müller Verlag, München 2024, ISBN 978-3-7844-3677-7